# 1874 en droit
Cet article présente les faits marquants de l'année 1874 en droit.

## Événements
- Égypte : institution de l’Egyptian State Lawsuits Authority (en), équivalent du procureur général.

### Janvier
- 21 janvier, France : promulgation de la loi des maires qui prévoit la nomination, par le président de la République, du maire et des adjoints des communes chefs-lieux de département, d'arrondissement ou de canton ; pour les autres communes, ils seront nommés par le préfet.

### Avril
- 19 avril, Suisse : votation par 63,2 % oui de la révision totale de la Constitution fédérale, remplaçant celle de 1848.

### Mai
- 4 mai, Empire allemand : deuxième des lois de mai dirigées contre l'Église catholique (1873, 1874 et 1875) ; celle du 4 mai limite la liberté de déplacement des ecclésiastiques ;
- 15 mai et 19 mai, France : première législation en matière de droit du travail ; lois du 15 mai; interdisant le travail des enfants âgés de moins de 13 ans et réglementant le travail des femmes, et du 19 mai créant l’inspection du travail ;
- 22 mai, France : Adrien Tailhand succède à Octave Depeyre comme ministre de la Justice.

### Juillet
- 27 juillet au 27 août : conférence convoquée à Bruxelles par le tsar Alexandre II pour codifier les lois et coutumes de la guerre, qui vise à revoir certaines dispositions en droit international humanitaire de la première Convention de Genève du 22 août 1864 ; elle ouvre la voie aux dispositions intégrées dans la Convention concernant les lois et coutumes de la guerre sur terre adoptée à la Haye le 29 juillet 1899 ;
- 30 juillet, Royaume-Uni : Factory Act, dit loi « employeur et ouvrier », limitant la durée de travail dans les usines ; la rupture du contrat de travail par le salarié n’est plus passible de prison.

### Décembre
- 19 décembre, Monaco : promulgation du Code pénal.

## Naissances
- Joseph Barthélemy, juriste français et ministre de la Justice sous le régime de Vichy (décédé en 1945) ;
- Joseph Duquesne, historien français du droit, spécialiste du droit romain (décédé en 1951) ;
- Max Huber, juriste suisse (décédé en 1960) ;
- Eduard Kohlrausch, professeur de droit pénal allemand (décédé en 1948) ;
- André Mercier, juriste et homme politique suisse du Canton de Vaud (décédé en 1947) ;
- Richard Thoma, professeur de droit public allemand (décédé en 1957).

## Décès
- Friedrich Bluhme, juriste et historien du droit allemand (né en 1797) ;
- Luigi Des Ambrois de Névache, juriste et homme politique italien (né en 1807) ;
- Wilhelm Grabow, magistrat et homme politique allemand, principal auteur du droit électoral pour l'assemblée nationale prussienne en 1848 (né en 1802) ;
- Adolphe Quetelet, un des fondateurs en Belgique de la statistique morale, parmi les premiers, avec le Français André-Michel Guerry, à s'intéresser aux statistiques des crimes et délits (né en 1796) ;
- Léopold Sancke, juriste belge, avocat et professeur de droit à l'Université libre de Bruxelles (né en 1815).